# استان رجو امیلیا

استان رجیو امیلیا (به ایتالیایی: Provincia di Reggio Emilia) از استان‌های کشور ایتالیا است. استان رجو امیلیا در شمال این کشور قرار دارد. مرکز این استان شهر رجیو امیلیا و زیرمجموعه ناحیه امیلیا-رومانیا می‌باشد. مساحت این استان ۲٬۲۹۳ کیلومتر مربع و جمعیت آن ۵۳۴٬۵۹۸ نفر است.